# Pokol v Gvozdanskem 26. decembra 1941
Pokol v Gvozdanskem pomeni zločinski pokol, ki so ga na katoliški božič 26. decembra 1941 v popoldanski maši storili Titovi partizani.
Tistega božiča je bilo ubitih 55 Hrvatov. Njihova imena so danes napisana na spomeniku v vasi ob cesti.
Vas je bila ponovno uničena leta 1991, ko so jugoslovanski četniki ubili 3 ljudi in zažgali obnovljeno cerkev.